# إستر أنيل
إستر أنيل (بالإنجليزية: Esther Anil)‏ هي ممثلة هندية، ولدت في 27 أغسطس 2001 في واياناد في الهند.

## وصلات خارجية
- إستر أنيل على موقع IMDb (الإنجليزية)
- إستر أنيل على موقع قاعدة بيانات الفيلم (الإنجليزية)